# Lijst van voetbalinterlands Finland - Trinidad en Tobago
Deze lijst van voetbalinterlands is een overzicht van alle officiële voetbalwedstrijden tussen de nationale teams van Finland en Trinidad en Tobago. De landen speelden tot op heden zes keer tegen elkaar. De eerste ontmoeting, een vriendschappelijke wedstrijd, werd gespeeld in Port of Spain op 22 oktober 1989. Het laatste duel, eveneens een vriendschappelijke wedstrijd, vond plaats op 22 januari 2012 in Port of Spain.

## Wedstrijden
| № | Plaats        | Datum            | Competitie        | Wedstrijd                    | Uitslag |
| - | ------------- | ---------------- | ----------------- | ---------------------------- | ------- |
| 1 | Port of Spain | 22 oktober 1989  | Vriendschappelijk | Trinidad en Tobago – Finland | 0 – 1   |
| 2 | Port of Spain | 25 oktober 1989  | Vriendschappelijk | Trinidad en Tobago – Finland | 2 – 0   |
| 3 | Port of Spain | 15 februari 1995 | Vriendschappelijk | Trinidad en Tobago – Finland | 2 – 1   |
| 4 | Port of Spain | 17 februari 1995 | Vriendschappelijk | Trinidad en Tobago – Finland | 2 – 2   |
| 5 | Port of Spain | 29 januari 2003  | Vriendschappelijk | Trinidad en Tobago – Finland | 1 – 2   |
| 6 | Port of Spain | 22 januari 2012  | Vriendschappelijk | Trinidad en Tobago – Finland | 2 – 3   |

## Samenvatting
| Competitie        | Totaal gespeeld | Winst Finland | Gelijk | Winst Trinidad en T. | Doelsaldo Finland – Trinidad en T. |
| ----------------- | --------------- | ------------- | ------ | -------------------- | ---------------------------------- |
| Vriendschappelijk | 6               | 3             | 1      | 2                    | 9 − 9                              |
| Totaal            | 6               | 3             | 1      | 2                    | 9 − 9                              |

Wedstrijden bepaald door strafschoppen worden, in lijn met de FIFA, als een gelijkspel gerekend.

## Details

### Eerste ontmoeting
| Vriendschappelijk (Port of Spain, Trinidad en Tobago, 22 oktober 1989):                                                 |              | |
| Trinidad en Tobago | 0 – 1        | Finland |
| | goals        | 65' Ismo Lius |
| Everald Cummings | bondscoach   | Jukka Vakkila |
| | opstellingen | Olli Huttunen Markku Kanerva Jouko Vuorela Ari Heikkinen Erkka Petäjä 63' Jari Rinne Jarmo Saastamoinen Jarmo Alatensiö 79' Tommi Paavola Ismo Lius 55' Ari Valvee |
| | wissels      | 55' Jukka Turunen 63' Anders Roth 79' Jari Litmanen |
| - Debuut van Jukka Turunen (KPS Kuopio), Jari Litmanen (Lahden Reipas) en Jarmo Saastamoinen (FC Kuusysi) voor Finland. |              | |

### Tweede ontmoeting
| Vriendschappelijk (Port of Spain, Trinidad en Tobago, 25 oktober 1989):                                                       |              | |
| Trinidad en Tobago | 2 – 0        | Finland |
| Doelpuntenmakers onbekend | goals        | |
| Everald Cummings | bondscoach   | Jukka Vakkila |
| | opstellingen | Dan-Ola Eckerman Markku Kanerva Jouko Vuorela Ari Heikkinen Erkka Petäjä 53' Jarmo Saastamoinen 73' Jarmo Alatensiö Jari Litmanen Anders Roth Ismo Lius 53' Jukka Turunen |
| | wissels      | 53' Tommi Paavola 53' Ari Valvee 73' Jari Rinne |
| - 47ste en laatste interland van aanvaller Ari Valvee; vierde en laatste interland van doelman Dan-Ola Eckerman voor Finland. |              | |

### Vierde ontmoeting
| Vriendschappelijk (Port of Spain, Trinidad en Tobago, 17 februari 1995): |              | |
| Trinidad en Tobago                                                       | 2 – 2        | Finland |
| Peter Prosper 44' Dexter Cyrus 88'                                       | goals        | 52' Petri Helin 89' Joonas Kolkka |
| Jochen Figge                                                             | bondscoach   | Jukka Ikäläinen |
|                                                                          | opstellingen | 46' Antti Niemi 63' Rami Nieminen Markku Kanerva Anders Eriksson Petri Helin Sami Hyypiä Rami Rantanen Antti Heinola Ari Hjelm 75' Petri Tiainen Joonas Kolkka |
|                                                                          | wissels      | 46' Petri Jakonen 63' Tom Enberg 75' Jasse Jalonen |
| - Debuut van Tom Enberg en Jasse Jalonen voor Finland.                   |              | |

### Vijfde ontmoeting
| Vriendschappelijk (Port of Spain, Trinidad en Tobago, 29 januari 2003):                                                                                              |              | |
| Trinidad en Tobago | 1 – 2        | Finland |
| Jason Scotland 31' | goals        | 79' Mika Kottila 82' Jari Niemi |
| Hannibal Najjar | bondscoach   | Antti Muurinen |
| Selwyn George Craig Demming Anton Pierre Kurt Williams David George Kwesi Smith Kerry Baptiste Owen Matthews Handell Manswell 55' Jason Scotland Errol McFarlane 65' | opstellingen | Jani Viander Juuso Kangaskorpi 46' Marko Tuomela 65' Toni Kuivasto Rami Hakanpää 46' Jari Ilola Simo Valakari 46' Fredrik Nordback Peter Kopteff 73' Antti Sumiala Jari Niemi |
| Kenwyne Jones 55' 80' Steve Sealy 65' Anthony Wolfe 80' | wissels      | 46' Tero Penttilä 46' Antti Pohja 46' Antti Okkonen 65' Mika Multaharju 73' Mika Kottila                                                                                      |
| - Debuut van Rami Hakanpää (HJK Helsinki) voor Finland. |              | |

### Zesde ontmoeting
| Vriendschappelijk (Port of Spain, Trinidad en Tobago, 22 januari 2012): |              | |
| Trinidad en Tobago | 2 – 3        | Finland |
| Mekeil Williams 32' Kevin Molino 67' | goals        | 33' Riku Riski 75' Toni Kolehmainen 78' Mika Ääritalo |
| Hutson Charles | bondscoach   | Mika-Matti Paatelainen |
| Marvin Phillip Seon Power Curtis Gonzales Akeem Adams 77' Mekeil Williams Joevin Jones 57' Clyde Leon Ataullah Guerra 66' Kevin Molino 80' Kendall Jagdeosingh 57' Richard Roy 66' | opstellingen | Lukáš Hrádecký Markus Halsti Mikko Sumusalo Joona Toivio 75' Sebastian Sorsa 46' Riku Riski 87' Kasper Hämäläinen 75' Joni Kauko 90' Daniel Sjölund Toni Kolehmainen 31' Berat Sadik |
| Sean Da Silva 57' Willis Plaza 57' Jean Luc Rochford 66' Devorn Jorsling 66' Leslie Joel Russell 77' Keon Boucher 80'                                                              | wissels      | 31' Mika Ääritalo 46' Sebastian Mannström 75' Akseli Pelvas 75' Joni Aho 87' Ilari Äijälä 90' Hannu Patronen                                                                         |
| - Debuut van Mikko Sumusalo (HJK Helsinki), Ilari Äijälä (FC Honka), Joni Kauko (FC Inter Turku), Akseli Pelvas (HJK Helsinki) en Toni Kolehmainen (TPS Turku) voor Finland.       |              | |

Finse voetbalbond · A-internationals · Bondscoaches · Statistieken · Fins vrouwenelftal · Olympisch elftal · Finland U21 · Finland U20 · Finland U19 · Finland U18 · Finland U17 · Finland U16
1911 – 1919 ·
1920 – 1929 ·
1930 – 1939 ·
1940 – 1949 ·
1950 – 1959 ·
1960 – 1969 ·
1970 – 1979 ·
1980 – 1989 ·
1990 – 1999 ·
2000 – 2009 ·
2010 – 2019 ·
2020 − 2029
EK 2020
OS 1912 ·
OS 1936 ·
OS 1952 ·
OS 1980
1911 · 
1912 · 
1913 · 
1914 · 
1915 · 1916 · 1917 · 1918 · 
1919 · 
1920 · 
1921 · 
1922 · 
1923 · 
1924 · 
1925 · 
1926 · 
1927 · 
1928 · 
1929 · 
1930 · 
1931 · 
1932 · 
1933 · 
1934 · 
1935 · 
1936 · 
1937 · 
1938 · 
1939 · 
1940 · 
1941 · 
1942 · 
1943 · 
1944 · 
1945 · 
1946 · 
1947 · 
1948 · 
1949 · 
1950 · 
1952 · 
1952 · 
1953 · 
1954 · 
1955 · 
1956 · 
1957 · 
1958 · 
1959 · 
1960 · 
1961 · 
1962 · 
1963 · 
1964 · 
1965 · 
1966 · 
1967 · 
1968 · 
1969 · 
1970 · 
1971 · 
1972 · 
1973 · 
1974 · 
1975 · 
1976 · 
1977 · 
1978 · 
1979 · 
1980 · 
1981 · 
1982 · 
1983 · 
1984 · 
1985 · 
1986 · 
1987 · 
1988 · 
1989 · 
1990 · 
1991 · 
1992 · 
1993 · 
1994 · 
1995 · 
1996 · 
1997 · 
1998 · 
1999 · 
2000 · 
2001 · 
2002 · 
2003 · 
2004 · 
2005 · 
2006 · 
2007 · 
2008 · 
2009 · 
2010 · 
2011 · 
2012 · 
2013 · 
2014 · 
2015 · 
2016 · 
2017 · 
2018 ·
2019 ·
2020
Albanië ·
Algerije ·
Andorra ·
Armenië ·
Azerbeidzjan ·
Bahrein ·
Barbados ·
België ·
Bermuda ·
Bolivia ·
Bosnië en Herzegovina ·
Brazilië ·
Bulgarije ·
Canada ·
Chili ·
China ·
Colombia ·
Costa Rica ·
Cyprus ·
Denemarken ·
DDR ·
(West-)Duitsland ·
Ecuador ·
Egypte ·
Engeland ·
Estland ·
Faeröer ·
Frankrijk ·
Georgië ·
Griekenland ·
Honduras ·
Hongarije ·
Ierland ·
IJsland ·
India ·
Irak ·
Israël ·
Italië ·
Japan ·
Jemen ·
Joegoslavië ·
Jordanië ·
Kameroen ·
Kazachstan ·
Koeweit ·
Kosovo ·
Kroatië ·
Letland ·
Liechtenstein ·
Litouwen ·
Luxemburg ·
Maleisië ·
Malta ·
Marokko ·
Mexico ·
Moldavië ·
Montenegro ·
Nederland ·
Noord-Ierland ·
Noord-Korea ·
Noord-Macedonië ·
Noorwegen ·
Oekraïne · 
Oman ·
Oostenrijk ·
Peru ·
Polen ·
Portugal ·
Qatar ·
Roemenië ·
Rusland ·
San Marino ·
Saoedi-Arabië ·
Schotland ·
Servië ·
Servië en Montenegro ·
Singapore ·
Slovenië ·
Slowakije ·
Sovjet-Unie ·
Spanje ·
Thailand ·
Trinidad en Tobago ·
Tsjechië ·
Tsjecho-Slowakije ·
Tunesië ·
Turkije ·
Uruguay ·
Verenigde Arabische Emiraten ·
Verenigde Staten ·
Wales ·
Wit-Rusland ·
Zuid-Korea ·
Zweden ·
Zwitserland
België (2021) · 
Denemarken (2021) · 
Rusland (2021)
TTFF · A-internationals · Bondscoaches · Selecties · Statistieken · Olympisch elftal · Vrouwenelftal van Trinidad en Tobago · Trinidad U21 · Trinidad U19 · Trinidad U17
Gold Cup 1991 · 
Gold Cup 1993 · 
Gold Cup 1996 · 
Gold Cup 1998 · 
Gold Cup 2000 · 
Gold Cup 2002 · 
Gold Cup 2005 · 
Gold Cup 2007 · 
Gold Cup 2009 · 
Gold Cup 2011 · 
Gold Cup 2013
WK 2006
1934 · 
1935 · 
1936 · 
1937 · 
1938 · 
1939 · 
1940 · 
1941 · 
1942 · 
1943 · 
1944 · 
1945 · 
1946 · 
1947 · 
1948 · 
1949 · 
1950 · 
1951 · 
1952 · 
1953 · 
1954 · 
1955 · 
1956 · 
1957 · 
1958 · 
1959 · 
1960 · 
1961 · 
1962 · 
1963 · 
1964 · 
1965 · 
1966 · 
1967 · 
1968 · 
1969 · 
1970 · 
1971 · 
1972 · 
1973 · 
1974 · 
1975 · 
1976 · 
1977 · 
1978 · 
1979 · 
1980 · 
1981 · 
1982 · 
1983 · 
1984 · 
1985 · 
1986 · 
1987 · 
1988 · 
1989 · 
1990 · 
1991 · 
1992 · 
1993 · 
1994 · 
1995 · 
1996 · 
1997 · 
1998 · 
1999 · 
2000 · 
2001 · 
2002 · 
2003 · 
2004 · 
2005 · 
2006 · 
2007 · 
2008 · 
2009 · 
2010 · 
2011 · 
2012 · 
2013 · 
2014 ·
2015 ·
2016 ·
2017 ·
2018 ·
2019 ·
2020 ·
2021 ·
2022
Anguilla · 
Antigua en Barbuda ·
Argentinië ·
Azerbeidzjan · 
Bahama's ·
Bahrein · 
Barbados · 
Belize · 
Bermuda · 
Bolivia ·
Botswana · 
Britse Maagdeneilanden · 
Canada · 
Chili · 
China · 
Colombia · 
Costa Rica · 
Cuba · 
Curaçao · 
Dominicaanse Republiek ·
Ecuador ·
Egypte ·
El Salvador ·
Engeland ·
Estland ·
Finland ·
Grenada ·
Guatemala ·
Guyana ·
Haïti ·
Honduras ·
Ierland ·
IJsland ·
India ·
Irak ·
Iran ·
Jamaica ·
Japan ·
Jordanië ·
Kaaimaneilanden · 
Kenia · 
Koeweit ·
Marokko ·
Mexico ·
Montserrat ·
Nederlandse Antillen ·
Nicaragua ·
Nieuw-Zeeland ·
Noord-Ierland ·
Noorwegen · 
Oostenrijk · 
Panama ·
Paraguay ·
Peru ·
Puerto Rico ·
Roemenië ·
Saint Kitts en Nevis ·
Saint Lucia ·
Saint Vincent en de Grenadines ·
Saoedi-Arabië · 
Schotland ·
Slovenië ·
Suriname ·
Tadzjikistan ·
Taiwan ·
Thailand ·
Tsjechië · 
Uruguay · 
Venezuela · 
Verenigde Arabische Emiraten ·
Verenigde Staten ·
Wales · 
Zuid-Afrika ·
Zuid-Korea ·
Zweden
Engeland (2006) · 
Paraguay (2006) · 
Zweden (2006)